# University of Queensland
The University of Queensland (UQ) ist eine Universität in Brisbane. Sie wurde am 10. Dezember 1909 gegründet, um an das 50-jährige Jubiläum der Trennung des Bundesstaates Queensland von New South Wales zu erinnern. Damit war die UQ die erste Universität der Region und die fünfte Australiens.
Es ist eine der weltweit führenden Forschungs- und Lehrinstitutionen und belegt im Studienjahr 2019/20 den 47. Platz des QS World University Rankings. Des Weiteren ist sie Mitglied in der Group of Eight, einem Zusammenschluss der forschungsstärksten Universitäten Australiens, sowie der Universitas 21, einem internationalen Hochschulnetzwerk.

## Geschichte

### Gründung und Anfänge
Die Überlegungen, in Brisbane eine Universität zu gründen, reichen bis ins Jahr 1874 zurück, wenngleich der Startimpuls hierfür von einer Royal Commission im Jahre 1891 ausging. Zwar existierte durchaus die Ambition, eine den älteren Universitäten der südlichen Staaten ebenbürtige Einrichtung zu schaffen, jedoch wollte man insbesondere auch eine Universität für die Arbeiterklasse einrichten, um das Niveau der technischen Bildung in dem bis dahin recht ländlich geprägten Queensland zu steigern.
Die Universität wurde am 10. Dezember 1909 durch den „The University of Queensland Act 1909“ des Parlaments von Queensland anlässlich des 50-jährigen Jubiläums der Unabhängigkeit der Kolonie Queensland von New South Wales als Queenslands erste und Australiens fünfte Universität gegründet. Da das Old Government House und die rund 15 Hektar umgebende Landfläche neben dem Botanischen Garten schnell und relativ kostengünstig umgebaut beziehungsweise mit weiteren Hörsälen und Laboratorien bebaut werden konnten,  entschied man sich für die stadtnahe Lage des Gardens Point an der südlichen Spitze des heutigen Central Business Districts und gegen den Victoria Park. Über 2000 Menschen waren anwesend, als der damalige Gouverneur von Queensland, William MacGregor das Old Government House offiziell am 10. Dezember 1909 übergab. Nachdem der Gouverneur und seine Familie 1910 aus der Residenz auszogen, nahm die University of Queensland im Jahr 1911 mit 83 Studierenden (60 Männer und 23 Frauen), 4 Professoren, 10 Dozenten und den drei Fakultäten Geisteswissenschaften (Arts), Naturwissenschaften (Science) und Ingenieurwissenschaften (Engineering) den Lehrbetrieb auf.
Nach dem Ende des Ersten Weltkriegs begann ein rasantes Wachstum der Universität, das den Gardens Point Campus bald zu klein werden ließ. 1926 ergänzten die beiden neuen Fakultäten für Wirtschaftswissenschaften und Landwirtschaft das Lehrangebot der Universität und ein zusätzliches Grundstück im Victoria Park sollte Raum zur Expansion bieten. Jedoch wurde schon bald klar, dass auch diese Erweiterung nicht mit dem Wachstum der Universität mithalten können wird und für die University of Queensland eine andere, längerfristige Lösung gefunden werden muss. Diese Lösung machten James O’Neil Mayne und seine jüngere Schwester Mary Emelia Mayne möglich, die einer wohlhabenden Familie aus Brisbane entstammten. In den Jahren 1927 bis 1929 spendeten sie fast 60.000 Australische Pfund, um damit den Kauf eines 98 Hektar großen Grundstücks in St. Lucia zu finanzieren, das bis dahin hauptsächlich dem Anbau von Zuckerrohr und Ananas diente. Außerdem gab die Universität die Grundstücke am Victoria Park auf und erhielt im Gegenzug hierfür rund 4 Hektar Landfläche, die an das Brisbane General Hospital angrenzte. Im selben Jahr startete Thomas Parnell, Professor für Physik, das berühmte Pechtropfenexperiment, das am längsten andauernde Experiment der Welt. Zwar war nun die nötige Fläche vorhanden, um einen neuen Campus zu errichten, jedoch gestaltete sich die Finanzierung des Vorhabens vor allem aufgrund der Weltwirtschaftskrise schwierig. Während 1935 und 1936 die Juristische, die Zahnmedizinische,  die Veterinärmedizinische und die Medizinische Fakultät hinzukamen und mittlerweile mehr als 1000 Studierende, 15 Professoren und 21 Dozenten an der University of Queensland ihrem Studium beziehungsweise ihrer Arbeit nachgingen, begann das Architekturbüro Hennessy, Hennessy and Co. mit den Planungen für den Campus. Die Planungen wiesen ein Ensemble von Gebäuden aus, die in D-Form angeordnet heute den Great Court des St. Lucia Campus ergeben und auf einem Hügel des Campus errichtet werden sollten, um gleichermaßen bestmöglichen Ausblick und Schutz vor Überflutungen zu gewährleisten. Auf der dem Great Court zugewandten Seite wurde zudem ein Arkadengang geplant, durch den die Studierenden jedes Gebäude von Regen und Unwetter geschützt erreichen können. Die geschätzten Kosten für die geplanten Gebäude beliefen sich auf rund eine Million Australische Pfund. Die Bauarbeiten für das Ensemble begannen 1938.

### Zweiter Weltkrieg und Nachkriegszeit
Als 1939 der Zweite Weltkrieg ausbrach, hatte die Universität mittlerweile mehr als 1.700 Studierende. Zwei Gebäude des Great Court waren bereits fertiggestellt: das Main Building (heute das Forgan Smith Building, benannt nach dem früheren Premier von Queensland, William Forgan Smith) und das Gebäude für die Chemie (heute das Steele Building, benannt nach Bertram D. Steele, dem ersten Chemieprofessor der University of Queensland). Da die Bedürfnisse des Krieges nun in den Vordergrund rückten, musste die weitere Entwicklung des St. Lucia Campus warten. Die University of Queensland erhielt Ende Juli 1942  eine Woche Zeit, die neu errichteten Gebäude zu räumen und sie General Thomas Blamey, Oberbefehlshaber der Landstreitkräfte Australiens und Befehlshaber der Alliierten Landstreitkräfte im Südwestpazifik, als Advanced Headquarters, Allied Defence Forces zur Verfügung zu stellen. Bereits während dieser vom 1. August 1942 an andauernden Besetzung der Gebäude plante die University of Queensland die weitere Nutzung und Entwicklung des Campus und der Gebäude nach dem Abzug der Truppen. Der Campus am Gardens Point bot bei weitem nicht mehr genügend Platz für die Studierenden und so nutzte die Universität bereits während der Besetzung einen Schlafsaal der Landwirtschaftlichen Fakultät als Unterrichtsraum für Studierende der Ingenieurwissenschaften. Als am 31. Dezember 1944 General Blamey und seine Truppen zunächst das Forgan Smith Building und am 30. Mai 1945 auch das Chemie-Gebäude räumten, mussten diese wieder in ihren ursprünglichen Zustand zurückversetzt werden. Die Reparaturen betrafen insgesamt 229 Räume und kosteten die Universität 12.668 Australische Pfund. Der relativ schnelle Truppenabbau nach 1945 brachte auch einen schnellen Wandel in der tertiären Bildung Australiens mit sich. Während 1945 noch 2.207 Studierende an der University of Queensland immatrikuliert waren, sprang die Zahl bereits 1949 auf über 4.400 Studierende. Auch die verfügbaren finanziellen Mittel besserten sich nach 1945 erheblich. So konnten auch die restlichen Gebäude des Great Court Ensembles nach und nach fertiggestellt werden. Der komplette Umzug vom Gardens Point zum St. Lucia Campus zog sich jedoch noch hin. Erst 1972 verließ die University of Queensland den alten Campus, der von nun an der Queensland University of Technology als Heimat dient.

### Jüngere Geschichte
Als 1990 das duale System von Colleges of Advanced Education (CAE) und Universitäten abgeschafft und kleinere Einrichtungen mit größeren Universitäten zusammengeführt wurden um allen Institutionen den Universitätsstatus zu ermöglichen, übernahm die University of Queensland das Queensland Agricultural College in Gatton zunächst als „The University of Queensland, Gatton College“. Gemeinsam mit einem neuen Investitionsplan des Senior Vice-Chancellor Ted Brown, der neue Studiengänge und verbesserte Einrichtungen in Gatton ansiedeln sollte, wurde das Gatton College zum Gatton Campus der University of Queensland ausgebaut. Ab 1994 wurde den Universitäten von der Regierung Queenslands zusätzliche Mittel zur Verfügung gestellt, um tertiäre Bildung auch an bisher noch nicht ausreichend versorgten Orten zu ermöglichen. Daher entschloss sich die Universität einen weiteren Campus zu eröffnen. Zur Auswahl standen dabei Springfield, Gatton und Ipswich. 1998 wurde das Challinor Centre, früher ein Zentrum für Menschen mit Geistiger Behinderung, unter Denkmalschutz gestellt und der University of Queensland für den Aufbau eines neuen Campus in Ipswich überlassen. Binnen eines Jahres erfolgten zunächst die notwendigsten Umbauten, um den Lehrbetrieb bereits 1999 aufnehmen zu können. Nach und nach wurden auch neue Gebäude zum Campus hinzugefügt, um modernen Anforderungen gerecht zu werden. Heute studieren mehr als 45.000 Studierende in über 420 verschiedenen Studiengängen an der University of Queensland. Das Alumni-Netzwerk der Universität umfasst mehr als 200.000 Ehemalige Studierende in über 160 Ländern. Im Mai 2013 trat die University of Queensland dem Massive-Open-Online-Course-Programm edX des Massachusetts Institute of Technology und der Harvard University bei und bietet 2014 zum Start des UQx-Programms vier Kurse in den Bereichen Bildgebende Verfahren in der Medizin, Hyperschallgeschwindigkeit, Entscheidungsfindung und tropische Ökosysteme an.

### Zulassungsskandal (2010)
Im Jahr 2011 verstrickte sich die Universität in einen Skandal um die Zulassung von Studierenden zum Medizinstudium, der in den Australischen Medien weithin als “UQ nepotism scandal” Einzug hielt. Im Dezember 2010 hatte die Medizinische Fakultät der Tochter des damaligen Vize-Kanzlers Paul Greenfield einen Studienplatz angeboten, obwohl sie die Zulassungsvoraussetzungen nicht erfüllte und auf Platz 344 der Warteliste geführt wurde. Bei dem angebotenen Studienplatz handelte es sich zudem um einen von der öffentlichen Hand finanzierten Platz. Bis zur Aufdeckung des Zulassungsskandals vergingen über neun Monate. Als Folge dessen trat der Vize-Kanzler der Universität, Paul Greenfield im Januar 2012 von seinem Amt zurück. Die Crime and Misconduct Commission Queensland wurde mit der Untersuchung der Angelegenheit beauftragt, die jedoch zu keinen weiteren personellen oder strafrechtlichen Konsequenzen führte.

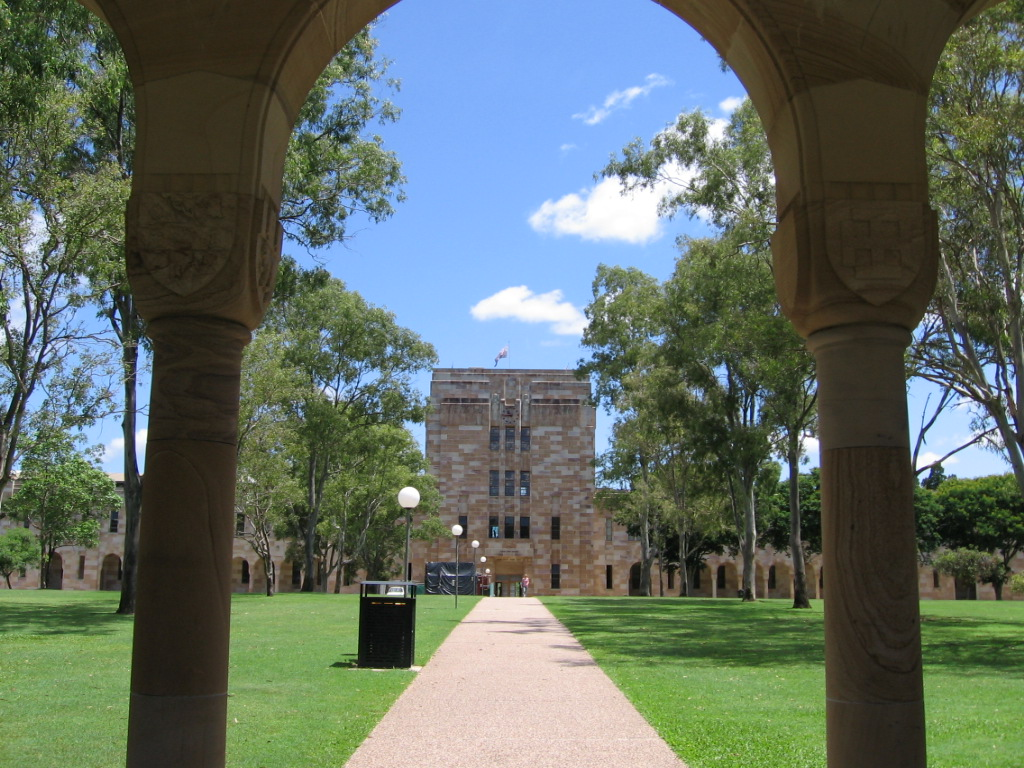
Campus der University of Queensland

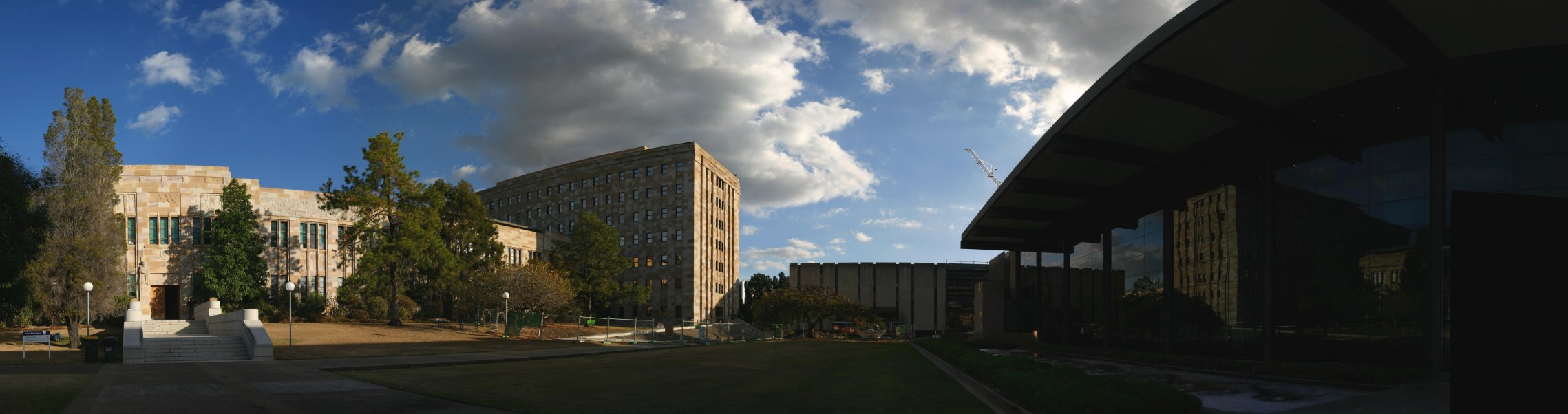
Campus der University of Queensland

## Campus

### St. Lucia
Der älteste und Hauptcampus der Universität liegt in St. Lucia am Brisbane River. In der Mitte des Campus befindet sich der Great Court, ein 2,5 ha großer Platz, der von Sandsteingebäuden umringt ist. Die 111 ha des Campus umfassen Sportplätze, Gärten, Teiche und Fahrradwege. Das Sportzentrum weist 21 beleuchtete Tennisplätze, ein olympischen Standards entsprechendes Schwimmbecken, eine dreistöckige Turnhalle und ein vielseitiges Fitnesszentrum auf.
Ebenfalls in St. Lucia befindet sich das anthropologische Museum der Hochschule mit den Schwerpunkten australische und ozeanische Anthropologie und Archäologie.
Zu erreichen ist der St. Lucia Campus über einen CityCat-Kai, zwei Bushaltestellen und der Eleanor-Schonell-Brücke, die Fußgängern und Bussen die Überquerung des Brisbane River Richtung Dutton Park ermöglicht.

### Gatton
Der Campus liegt 90 km von Brisbane entfernt in Gatton. Größtenteils befindet sich hier das landwirtschaftliche Institut von Queensland (Queensland Agricultural College, QAC), welches 1897 zusammen mit einer Versuchsfarm gegründet wurde. 1990 fusionierten das QAC und die UQ. An dem Campus werden heute Kurse zu Landwirtschaft, Tierzuchtwissenschaft, Umweltmanagement, Agrarökonomie/-wirtschaft, Pferdewissenschaften, Studien über Wildleben und das Bushland sowie weitere Bereiche, die mit der Natur und Umwelt verbunden sind, angeboten. Dem Standort stehen 1000 ha Ackerfläche, Tierzuchtstationen, ein Pferdehof, Laboratorien und eine Nebenstelle der UQ-Bibliothek zur Verfügung.

### Ipswich
Der Ipswich Campus wurde 1999 eröffnet und ist damit der neueste Campus. Das 25 ha große Gelände beherbergt 20 Gebäude und 4000 Studenten. Zu dem Lehrangebot gehören Geistes-, Wirtschafts- und Sozialwissenschaften sowie Interaktionsdesign. Seit 2009 wird auch Medizin in Ipswich gelehrt.
1878 wurde auf diesem Gelände eine Zweigstelle des Woogaroo Lunatic Asylum (Woogaroo Psychiatrie) errichtet. In den folgenden Jahren kam es zu einer Reihe von Umbenennungen: Ipswich Hospital for the Insane (1910), Ipswich Mental Hospital (1938), Ipswich Special Hospital (1964) und 1968 wurde es schließlich in Challinor Centre, zu Ehren des Chirurgen Henry Challinor, umbenannt. Von 1968 bis 1997 wurden im Challinor Centre Menschen mit geistiger Behinderung betreut. Ab 1997 wurde aus der Klinik der Ipswich Campus der UQ.

## Fakultäten
Es gibt sechs Fakultäten, die wiederum in verschiedene akademische Einheiten (schools) unterteilt sind:
- Fakultät für Geisteswissenschaften
- Fakultät für Betriebswirtschaftslehre, Wirtschaftswissenschaften und Recht
- Fakultät für Ingenieurwissenschaften, Architektur und Informationstechnologie
- Fakultät für Gesundheitswissenschaften
- Fakultät für Naturwissenschaften
- Fakultät für Sozialwissenschaften und Verhaltensforschung

## Bekannte Alumni
- Latsamy Keomany, laotischer Diplomat
- Evelleen Richards, Wissenschaftshistorikerin und -philosophin